# Shaftsbury
Shaftsbury es un pueblo ubicado en el condado de Bennington en el estado estadounidense de Vermont. En el año 2010 tenía una población de 3.590 habitantes y una densidad poblacional de 32,11 personas por km².

## Geografía
Shaftsbury se encuentra ubicado en las coordenadas 42°57′47″N 73°12′27″O / 42.96306, -73.20750.

## Demografía
Según la Oficina del Censo en 2000 los ingresos medios por hogar en la localidad eran de $45,139 y los ingresos medios por familia eran $52,083. Los hombres tenían unos ingresos medios de $36,118 frente a los $25,776 para las mujeres. La renta per cápita para la localidad era de $22,035. Alrededor del 6.7% de la población estaba por debajo del umbral de pobreza.